# Könyvtári gyűjtőkör
A könyvtári gyűjtőkör azon gyűjteményszervezési elvek összessége, amely alapján egy adott könyvtár tartalmi, formai, földrajzi, kronológiai szempontokat figyelembe véve a teljes dokumentumtermésből kiválasztja azokat a dokumentumokat, amelyeket aztán rendszeresen beszerez, nyilvántartásba vesz és rendszerez, vagyis a könyvtárhasználó számára elérhetővé tesz. A gyűjtőkör mint fogalom tehát a könyvtár állományi összetételét definiálja.

## A könyvtári gyűjtőkör létrejöttének története
A könyvtári gyűjtőkör fogalmának kialakulása több száz éves múltra tekint vissza. Fitz József 1937-es tanulmányában fogalmazza meg, hogy a 19. századi könyvtári viszonyok között miért is volt szükségtelen a „beérkező” dokumentumok szelektálása, illetve gyűjtőköri szabályzat megfogalmazása. Az 1800-as években, a legnagyobb magyar könyvtárak is csupán tízezer kötettel bírhattak, a tágas könyvtári tereket pedig egyéb értékeknek fenntartott (oklevél-, érem-, kőzet-) tárolók töltötték be, egyfajta múzeumi hangulatot kölcsönözve a könyvtáraknak. Az állomány gyűjtőköri szempontból való bővítésével ekkor még nem foglalkoztak, hiszen a könyvtárak ekkor enciklopédikusan gyűjtöttek, a nemzeti irodalomra téve a fő hangsúlyt.
A 19. századtól figyelhető meg a könyvtárak lassú, de folyamatos átalakulása. Ekkor ugyanis az olvasók száma növekedett, a könyvtárak állománya gyarapodott, a férőhely pedig egyre jobban fogyott. A helyhiány miatt lassan elkülönültek egymástól az olvasói terek, a raktározásra szánt termek és a könyvtári alkalmazottak helyiségei.
A férőhelyteremtés mellett pedig a fő problémát a szelektálás jelentette, így a válogatási kényszer révén születhetett meg a gyűjtőkör fogalma, ami a 19. században még szigorúan tartalmi kört jelentett. A kialakulóban lévő gyűjtőköri fogalmat a kötelespéldány jog megjelenése alakította át, hiszen utóbbi már felülírta a tartalmi szempontból való gyűjtést. A 19. század végére, a 20. század elejére a modern könyvtárak pedig regionális vagy szakterület szerinti gyűjtőköröket határoztak meg, ezáltal funkciójukat figyelembe véve oszlottak nemzeti-, közművelődési-, tanulmányi- és különleges szakkönyvtárakra. A jelentős dokumentumtermés miatt pedig szükségessé vált a gyűjtőkörök további tagozódása, a könyvtárak egymás közötti gyűjtőköri felosztása, ami a mai gyűjtőköri együttműködés elődjének tekinthető.

## Fő- és mellékgyűjtőkör
A könyvtárosok egyik legfontosabb feladata a könyvtári állomány körültekintő gyarapítása. Ahhoz, hogy egy könyvtár állománya megfelelően funkcionálhasson, és elláthassa a felhasználók igényeit, tervszerű fejlesztésre és gyűjteményszervezésre van szükség. Ezt a célt szolgálja a gyűjtőkör meghatározása. Minden könyvtár gyűjtőkörének két összetevője a fő- és a mellékgyűjtőkör.
A főgyűjtőkörbe tartoznak azok a megszerzendő dokumentumok, melyek a könyvtár alapvető funkcióját segítik ellátni. Utóbbiak gyűjtésében a könyvtár abszolút teljességre törekszik, vagyis a gyűjtés nem terjed ki a dokumentumok összességére, hanem egyértelműen meghatározott kiadvány-kategóriákat ölel fel.
A mellékgyűjtőkör a főgyűjtőkör határterületeinek információt hívatott biztosítani, így a mellékgyűjtőkörbe tartozó anyagokat az adott könyvtár csak erősen válogatva szerzi be.

## Törzsanyag és ajánlott irodalom
A gyűjtőkörben megkülönböztethető a törzsanyag és az ajánlott dokumentumok kategóriája.
Törzsanyagnak minősülnek azok a dokumentumok, amelyek megléte az adott könyvtárban feltétlenül szükséges ahhoz, hogy az intézmény el tudja látni funkciója szerinti alapfeladatait. Minden könyvtártípusban törzsanyagként szolgálnak az általános lexikonok, enciklopédiák, szótárak.
Az ajánlott irodalom a törzsanyag kiegészítője, tehát elmélyíti, illetve kiegészíti a gyűjtőkört azokon a területeken, melyek iránt nagyobb az olvasói igény.
Mivel hierarchikus, illetve fontossági sorrend is van a törzsanyag és az ajánlott irodalom között, ezért a pénzügyi lehetőségeket szem előtt tartva a törzsanyag élvez prioritást. 

## Gyűjtőköri szabályzat
A gyarapításért, állományalakításért felelős könyvtárosnak a dokumentumpiacon való tájékozódást követően el kell döntenie, hogy mely dokumentumokkal fogja bővíteni az állományt. Mindenekelőtt az esetleges hiányok pótlására, a helyes arányok kialakítására, és példányszámok megfelelő meghatározására kell törekednie. A megalapozott döntéshez pedig be kell tartania a gyűjtőköri szabályzatban foglaltakat.
A gyűjtőköri szabályzat a könyvtár működésének egyik alapdokumentuma. Célja, hogy megfogalmazza azokat az elveket, amelyek alapján a gyűjteményszervezés történik, tehát gyakorlatilag az állományalakítási stratégiát jeleníti meg. Általában az adott intézmény Szervezeti és Működési Szabályzatához (SZMSZ) tartozóan, annak beépített részeként, vagy mellékleteként jelenik meg. A könyvtár típusa, feladatköre és könyvtári rendszeren belül elfoglalt helye már az SZMSZ-ben meg van határozva, így nem kell külön kitérni rá a gyűjtőkör kapcsán.
A szabályzatnak összhangban kell lennie a könyvtár küldetésével, céljaival, az alapító okiratban meghatározott feladataival. Általában hosszú távú érvényesség jellemzi, így a gyűjtemény folyamatosságának a biztosítéka is, hiszen egy szerves egységet alkotó gyűjtemény nem alakulhat ki a gyűjtőköri szabályzat gyakori módosítása mellett. Természetesen a szabályzat egyes elemei megváltoztathatók, sőt, időnként módosításra, illetve új szabályozásra szorul. (Szükségessé válhat például új dokumentumtípusok megjelenése, új szakterületeken vállalt szolgáltatási
kötelezettségek, új olvasói kör ellátásának igénye következtében.)
A szabályzat kitérhet a gyarapítási módoknak, az állomány-nyilvántartás alkalmazott előírásainak, valamint a tervszerű apasztás idő- és módszerbeli tevékenységének összefoglaló ismertetésére is. Amennyiben a könyvtár egységes gyűjteményén belül egy, vagy több különgyűjtemény is kialakul, akkor a könyvtár egészére vonatkozó gyűjtőköri szabályzat rögzíti azt is, hogy utóbbiak gyűjtőköre hogyan alakulhat (ugyancsak dokumentumtípusok, témák bontásában).

## Gyűjtési utasítás
A gyűjtőköri szabályzat legfontosabb eleme a részletes gyűjtési utasítás, amelyben a gyűjtemény kialakításának különböző szempontjai vannak meghatározva. Ezek lehetnek például tematikus-, tipológiai-, kronológiai-, nyelvi-, földrajzi-, archiválási- stb. szempontok. A szabályozás szempontjai a gyűjtemény jellegéhez és nagyságrendjéhez igazodva határozhatók meg, illetve a gyűjtés pontos körülhatárolása elengedhetetlen követelmény.
Emellett a gyűjtőköri szabályzatban meg kell jelenniük az adott könyvtár sajátos gyűjtési szempontjainak, vagyis olyan sajátosságoknak, amelyeknek főleg a kistelepülések esetében van jelentőségük, ahol községi és/vagy iskolai könyvtár található. Ilyen sajátosságok lehetnek:
- A település földrajzi helyzete, és az azzal kapcsolatos irodalom.
- Az adott település, régió néprajzi szokásaival kapcsolatos irodalom, helytörténeti kiadványok.
- Település élő híres emberekkel kapcsolatos irodalom.
- Az adott településsel kapcsolatos események, évfordulók kiadványai, újságok, aprónyomtatványok.
- Etnikumok irodalma.[8]

## A gyűjtőkör könyvtártípusonkénti sajátosságai
A gyűjtőkör és a könyvtár feladatai kölcsönhatásban állnak egymással, egy adott gyűjtőkörű állomány csak bizonyos típusú funkció ellátására alkalmas. Az állományalakítás általános alapelvei azonban valamennyi könyvtártípus tevékenységében érvényesülnek. Az egyes könyvtártípusok gyűjtőköre sokféle szempont alapján eltérhet egymástól: de legfőképp tematikailag és dokumentumtipológiailag. A gyűjtőköri sajátosságok, eltérések összefüggésben állnak az adott könyvtár 
- funkciójával (közművelődési, iskolai stb.),
- szervezeti hovatartozásával (központi, fiók stb.),
- nagyságrendjével (kis, közepes, nagy),
- az együttműködési formákban vállalt szerepével és annak szintjével (országos, regionális stb. hatáskör).[9]

A 19. századtól a könyvállomány és a felhasználói kör számának és igényeinek növekedése révén a könyvtárak
funkcionalitásukat tekintve egyre markánsabban elkülönültek egymástól. Ma már az alábbi kategóriákba sorolhatók a könyvtárak: nemzeti könyvtár, közkönyvtár, szakkönyvtár, felsőoktatási könyvtár és iskolai könyvtár. A konkrétan meghatározott gyűjtőkör összefügg az adott könyvtár típusával, a gyűjtőkör hagyományával, tehát a meglévő állomány összetételével, és a követendő fejlődési irányzatokkal. Mindezek alapján elmondható, hogy még a hasonló funkciót ellátó könyvtárak gyűjtőköri sajátosságai is eltérhetnek, tehát minden könyvtár egyedi gyűjtőkör alapján működik.
1. A nemzeti könyvtárat a különböző könyvtártípusok sorában gyűjteményének egyedi jellege, és központi szolgáltatásai révén az országos és nemzetközi információs rendszerekben betöltött szerepe különbözteti meg. A nemzeti könyvtár egy enciklopédikus könyvtár, ami gyűjtőkörét tekintve a teljességre törekszik. Utóbbi keretében a kötelespéldányok gyűjtőhelyeként is funkciónál, így állománya kulturális örökségünk teljes körű megőrzését szolgálja, ezáltal a nemzettudat alakításában is fontos szerep jut neki. A nemzeti könyvtárak számára kötelezően beszolgáltatott nyomtatványok lehetővé teszik, hogy a megjelent patriotikumok egy-egy országos gyűjteményben közel teljes körben gyűjtésre és megőrzésre kerüljenek.
2. A közkönyvtárnak, vagy közművelődési könyvtárnak valamennyi olvasói igény kielégítésére törekednie kell. Az egyes közkönyvtárak között jelentős eltérés figyelhető meg, mivel működésüket, állományukat és szolgáltatásaikat befolyásolja az a mikroközösség, amibe beágyazódnak.
3. A szakkönyvtárak az általános gyűjtőkörű, enciklopédikus könyvtárak utódai, vagyis a nemzeti könyvtárak oldalhajtásai. Elsődleges feladatuk a kutatástámogatás, az egyes tudományterületek széles körű reprezentációja. Emiatt gyűjtőkörük általában speciális, és elsősorban a szakkönyveket célozza.
4. A felsőoktatási könyvtárak nem csak kiszolgálják a hallgatókat, hanem aktív résztvevői az oktató- és kutatómunkának. Az oktatás sokszínűsége miatt viszont gyűjtőköre és állománya erőteljesen szétaprózódhat.
5. Az iskolai könyvtárak esetén általában két fő típus különböztethető meg, az általános- és középiskolai könyvtár. Gyűjtőkörüket erősen meghatározza a tanterv és az adott iskolában folytatott pedagógiai gyakorlat. A könyvtár működéséhez szükséges dokumentumok beszerzése, illetve a rendelkezésre álló anyagi lehetőségek gazdaságos felhasználása a könyvtárostanár feladata. Az iskolai könyvtárak a feladatkörükből, és a megnyilvánuló szükségletekből kiindulva részletes előírásokkal szabályozzák könyvtári gyűjteményük összetételét. A dokumentumok kiválasztása, pedagógiai felhasználása a könyvtárostanár és a tantestület együttműködésével valósul meg. A tananyagon kívüli ismeretszerzési igények kielégítését az iskolai könyvtárak csak részlegesen, erősen szelektálva képesek vállalni.[10]

## A gyűjtőköri együttműködés területei és formái
Az egyes könyvtártípusok az olvasói igények, illetve a könyvtári rendszerben elfoglalt helyük és anyagi lehetőségeik alapján határozzák meg gyűjtőköri szabályzatukat, az esetlegesen felmerülő egyéb igényeket pedig más könyvtárakkal való együttműködéssel próbálhatják meg kielégíteni. Az együttműködés leggyakoribb formája a szakterületi, vagy témakörök szerinti megosztás, amely a szakterületek szétosztásán alapul. Az utóbbi évtizedekben az elektronikus dokumentumok és a digitalizálás előretörése, a dokumentumok megosztásán alapuló állományalakítási együttműködést hívta életre.
A közös gyűjtőköri szabályzaton kívül az együttműködés alapvető feltételei:
- Az együttműködési kör teljes állományát tartalmazó központi lelőhely-nyilvántartás létrehozása, valamint bibliográfiai hozzáférés biztosítása.
- A gyűjtemények hozzáférhetőségének biztosítása a partnerek számára.[12]

A gyűjtőköri együttműködés fontos feltétele tehát a bibliográfiai hozzáférés. A programban részt vevő könyvtárak különféle kiadványokban tájékoztatják egymást a saját gyűjteményükről, illetve az interneten elérhető adatbázisokban elérhetővé tehetik egymás számára a dokumentumok bibliográfiai adatait. A megosztást célzó lehetőségek:
- Gyűjtőköri kódexek. A könyvtárak adatainak megosztásával információt nyújtanak arról, hogy az adott könyvtár mely szakterület anyagait gyűjti.
- Könyvtári minervák. Az országban működő könyvtárak cím- és adattárai, amelyek az egyes gyűjtőkörökön kívül tájékoztatást nyújtanak az adott könyvtár szolgáltatásairól, speciális gyűjteményeiről is.
- Közös és központi katalógusok. Interneten elérhető katalógusok. (pl: MOKKA, ODR, NEKTÁR)[13]

A gyűjtőköri együttműködés legfontosabb formája a területi együttműködés, amely egy adott
földrajzi egység könyvtárai közötti összefogást jelent. Az együttműködésnek különböző szintjei különböztethetők meg.
- Helyi együttműködés: az azonos hálózathoz tartozó könyvtárak (például városi (központi) könyvtárak és fiókkönyvtáraik) egy-egy településen közös gyűjtőköri szabályzat alapján alakíthatják ki állományukat. Fejlettebb formája az, amikor már intézményi, vállalati szakkönyvtárak, esetleg hivatali magángyűjtemények is bekapcsolódnak a programba. A városi könyvtár emellett elvállalhatja a kórházi betegkönyvtárak működtetését is. A helyi együttműködést koordináló könyvtár feladata az állományszükséglet és a példányszámok meghatározása.
- Regionális együttműködés: ennek keretében az ország egyes régióin belül a kötelespéldányokat a résztvevők elosztják a szakterületenként kijelölt könyvtárak között. A nagyobb települések központi könyvtárai a vonzáskörzetükbe tartozó kisebb könyvtárakkal közös állományt építenek ki. Emellett a megyéken belüli együttműködés segíti a kisebb községek lakosainak jobb és szélesebb körű könyvtári ellátását.[14]
- Nemzetközi együttműködés: a könyvtárak együttműködésére nemzetközi szinten is szükség van, mivel a megnövekedett információs igényeket kevés ország tudja csak a helyi forrásokra alapozva kielégíteni, így az egyes részt vevő országok az együttműködés keretében az összegyűjtött patriotikumaikat megosztják egymással.

A gyűjtőköri együttműködés egyéb formái:
- Tárolókönyvtár: szerepe nem csak a raktározás, hanem a könyvtárak közötti gyűjtőköri együttműködés segítése, a fölös, illetve kis érdeklődésre számot tartó dokumentumok őrzése és szolgáltatása által.
- Ellátórendszerek: az 1997. évi CXL. törvény a települési önkormányzatok kötelező feladatának írja elő könyvtár fenntartását vagy a nyilvános könyvtári szolgáltatás megrendelését. Utóbbi esetben, szerződés alapján, egy másik könyvtár biztosítja a település számára a könyvtári ellátást. Elterjedt gyakorlat, hogy a megyei (és városi) könyvtárak ellátórendszereket működtetnek és, a fenntartó települések önkormányzataival együttműködve látják el a hatókörükbe tartozó könyvtárakat. Az ellátórendszer magja az ún. báziskönyvtár, amely gyűjteményszervezésében tekintettel van az ellátandó könyvtárak részéről felmerülő igényekre.[15]